# Llista de topònims de Capafonts
Llista de topònims (noms propis de lloc) del municipi de Capafonts, al Baix Camp
Informació actualitzada per un bot. Els canvis manuals es perdran quan s'actualitzi!

## cova
| imatge | Nom                 | Ubicat a  | instància de | Detalls | coordenades                                                         | Protecció | Commons (més fotos) | Dades a WD                    |
| ------ | ------------------- | --------- | ------------ | ------- | ------------------------------------------------------------------- | --------- | ------------------- | ----------------------------- |
|        | cova de les Gralles | Capafonts | cova         |         | 41° 16′ 54″ N, 1° 02′ 36″ E / 41.2816576016389°N,1.04325376178377°E |           |                     | Modifica les dades a Wikidata |
|        | cova del Grèvol     | Capafonts | cova         |         | 41° 17′ 07″ N, 1° 02′ 49″ E / 41.2853599095822°N,1.04698816483012°E |           |                     | Modifica les dades a Wikidata |
|        | cova del Potro      | Capafonts | cova         |         | 41° 18′ 22″ N, 1° 03′ 06″ E / 41.3061269792698°N,1.05157637852131°E |           |                     | Modifica les dades a Wikidata |
|        | cova del Rei        | Capafonts | cova         |         | 41° 17′ 37″ N, 1° 03′ 19″ E / 41.2935523265205°N,1.05525884435447°E |           |                     | Modifica les dades a Wikidata |

## església
| imatge | Nom                      | Ubicat a  | instància de    | Detalls                      | coordenades                                       | Protecció                                  | Commons (més fotos)      | Dades a WD                    |
| ------ | ------------------------ | --------- | --------------- | ---------------------------- | ------------------------------------------------- | ------------------------------------------ | ------------------------ | ----------------------------- |
|        | Mare de Déu de Barrulles | Capafonts | església ermita | Estil: arquitectura romànica | 41° 18′ 21″ N, 1° 02′ 17″ E / 41.3058°N,1.03805°E | bé integrant del patrimoni cultural català | Mare de Déu de Barrulles | Modifica les dades a Wikidata |
|        | Santa Maria de Capafonts | Capafonts | església        | Estil: arquitectura barroca  | 41° 17′ 42″ N, 1° 01′ 39″ E / 41.295°N,1.02748°E  | bé cultural d'interès local                | Santa Maria de Capafonts | Modifica les dades a Wikidata |

## font
| imatge | Nom                 | Ubicat a  | instància de | Detalls | coordenades                                                         | Protecció | Commons (més fotos) | Dades a WD                    |
| ------ | ------------------- | --------- | ------------ | ------- | ------------------------------------------------------------------- | --------- | ------------------- | ----------------------------- |
|        | font de l'Abeurada  | Capafonts | font         |         | 41° 17′ 01″ N, 1° 02′ 57″ E / 41.2836962810742°N,1.04927072153628°E |           |                     | Modifica les dades a Wikidata |
|        | font de la Llódriga | Capafonts | font         |         | 41° 17′ 17″ N, 1° 02′ 17″ E / 41.2881268060834°N,1.03798912263469°E |           |                     | Modifica les dades a Wikidata |
|        | font del Pujol      | Capafonts | font         |         | 41° 17′ 35″ N, 1° 01′ 02″ E / 41.2929416195002°N,1.01735952676703°E |           |                     | Modifica les dades a Wikidata |

## masia
| imatge | Nom              | Ubicat a  | instància de | Detalls                                  | coordenades                                                                               | Protecció                                  | Commons (més fotos)    | Dades a WD                    |
| ------ | ---------------- | --------- | ------------ | ---------------------------------------- | ----------------------------------------------------------------------------------------- | ------------------------------------------ | ---------------------- | ----------------------------- |
|        | Caseta del Blaió | Capafonts | masia        |                                          | 41° 17′ 41″ N, 1° 01′ 08″ E / 41.2947256581289°N,1.01896553829575°E                       |                                            |                        | Modifica les dades a Wikidata |
|        | Mas de Morfraner | Capafonts | masia        |                                          | 41° 18′ 17″ N, 1° 04′ 01″ E / 41.3047806572551°N,1.06681011847238°E                       |                                            |                        | Modifica les dades a Wikidata |
|        | mas Fortet       | Capafonts | masia        | Estil: arquitectura popular 17th century | 41° 18′ 01″ N, 1° 02′ 37″ E / 41.300355°N,1.043543°E ca:Carretera TV-7041, km 20 729 msnm | bé integrant del patrimoni cultural català | Mas Fortet (Capafonts) | Modifica les dades a Wikidata |

## molí d'aigua
| imatge | Nom                               | Ubicat a  | instància de | Detalls                     | coordenades                                                         | Protecció                                  | Commons (més fotos)          | Dades a WD                    |
| ------ | --------------------------------- | --------- | ------------ | --------------------------- | ------------------------------------------------------------------- | ------------------------------------------ | ---------------------------- | ----------------------------- |
|        | Molí a l'esquerra del riu Brugent | Capafonts | molí d'aigua | Estil: arquitectura popular | 41° 18′ 18″ N, 1° 02′ 59″ E / 41.30492°N,1.04977°E                  | bé integrant del patrimoni cultural català |                              | Modifica les dades a Wikidata |
|        | Molí del Balanyà                  | Capafonts | molí d'aigua | Estil: arquitectura popular | 41° 17′ 55″ N, 1° 02′ 21″ E / 41.298653°N,1.039267°E                | bé integrant del patrimoni cultural català | Molí del Balanyà (Capafonts) | Modifica les dades a Wikidata |
|        | lo Molinet                        | Capafonts | molí d'aigua |                             | 41° 17′ 29″ N, 1° 02′ 17″ E / 41.2913882434473°N,1.03813826278803°E |                                            |                              | Modifica les dades a Wikidata |

## muntanya
| imatge | Nom                 | Ubicat a         | instància de | Detalls | coordenades                                                                  | Protecció | Commons (més fotos)   | Dades a WD                    |
| ------ | ------------------- | ---------------- | ------------ | ------- | ---------------------------------------------------------------------------- | --------- | --------------------- | ----------------------------- |
|        | Morral de la Devesa | Capafonts        | muntanya     |         | 41° 17′ 08″ N, 1° 02′ 20″ E / 41.28567833°N,1.03878056°E 910 msnm            |           |                       | Modifica les dades a Wikidata |
|        | Pena-roja           | Capafonts        | muntanya     |         | 41° 17′ 36″ N, 1° 03′ 04″ E / 41.29346667°N,1.05114306°E 1031 msnm           |           | Pena-roja (Capafonts) | Modifica les dades a Wikidata |
|        | Tossal Galliner     | Capafonts Prades | muntanya     |         | 41° 19′ 13″ N, 1° 02′ 17″ E / 41.32034444°N,1.03803611°E 1102.7 msnm         |           |                       | Modifica les dades a Wikidata |
|        | Tossal del Xanda    | Capafonts        | muntanya     |         | 41° 16′ 27″ N, 1° 02′ 47″ E / 41.2743°N,1.04632°E 1036 msnm                  |           |                       | Modifica les dades a Wikidata |
|        | el Colomer          | Capafonts        | muntanya     |         | 41° 16′ 56″ N, 1° 02′ 45″ E / 41.2823°N,1.04593°E 1007.2 msnm                |           |                       | Modifica les dades a Wikidata |
|        | el Picorandan       | Capafonts        | muntanya     |         | 41° 17′ 16″ N, 1° 01′ 02″ E / 41.2878857333°N,1.01719022482°E 991 991.2 msnm |           | Picorandan            | Modifica les dades a Wikidata |
|        | els Picons          | Capafonts        | muntanya     |         | 41° 18′ 17″ N, 1° 02′ 22″ E / 41.3046°N,1.03945°E 820.1 msnm                 |           |                       | Modifica les dades a Wikidata |
|        | la Ninota           | Capafonts        | muntanya     |         | 41° 16′ 59″ N, 1° 01′ 20″ E / 41.283°N,1.02223°E 847.8 msnm                  |           |                       | Modifica les dades a Wikidata |

## pont
| imatge | Nom                   | Ubicat a  | instància de | Detalls                     | coordenades                                                         | Protecció                                  | Commons (més fotos) | Dades a WD                    |
| ------ | --------------------- | --------- | ------------ | --------------------------- | ------------------------------------------------------------------- | ------------------------------------------ | ------------------- | ----------------------------- |
|        | Pont Vell             | Capafonts | pont         | Estil: arquitectura popular | 41° 17′ 54″ N, 1° 02′ 19″ E / 41.298243°N,1.038597°E                | bé integrant del patrimoni cultural català |                     | Modifica les dades a Wikidata |
|        | Pont de la Tarrascona | Capafonts | pont         |                             | 41° 17′ 39″ N, 1° 02′ 14″ E / 41.294229208369°N,1.03730071980227°E  |                                            |                     | Modifica les dades a Wikidata |
|        | Pont del Brugent      | Capafonts | pont         |                             | 41° 17′ 41″ N, 1° 01′ 57″ E / 41.2946597923185°N,1.03245096606528°E |                                            |                     | Modifica les dades a Wikidata |

## serra
| imatge | Nom                  | Ubicat a                     | instància de | Detalls | coordenades                                                                  | Protecció | Commons (més fotos) | Dades a WD                    |
| ------ | -------------------- | ---------------------------- | ------------ | ------- | ---------------------------------------------------------------------------- | --------- | ------------------- | ----------------------------- |
|        | Serra Plana          | Capafonts la Febró           | serra        |         | 41° 16′ 49″ N, 1° 01′ 24″ E / 41.2802°N,1.02335°E 991.2 msnm                 |           |                     | Modifica les dades a Wikidata |
|        | Serret de Voltora    | Capafonts la Febró           | serra        |         | 41° 17′ 15″ N, 1° 00′ 39″ E / 41.2875°N,1.01071°E 990.8 msnm                 |           |                     | Modifica les dades a Wikidata |
|        | els Motllats         | Capafonts Vilaplana Mont-ral | serra        |         | 41° 16′ 44″ N, 1° 03′ 32″ E / 41.27902222°N,1.05897222°E muntanyes de Prades |           | Els Motllats        | Modifica les dades a Wikidata |
|        | serra de l'Embestida | Capafonts Mont-ral           | serra        |         | 41° 17′ 56″ N, 1° 03′ 34″ E / 41.29893056°N,1.05954167°E 1031 msnm           |           |                     | Modifica les dades a Wikidata |

## Misc
| imatge | Nom                            | Ubicat a                                      | instància de                                   | Detalls                                      | coordenades                                                                                               | Protecció                                  | Commons (més fotos)         | Dades a WD                    |
| ------ | ------------------------------ | --------------------------------------------- | ---------------------------------------------- | -------------------------------------------- | --- | ------------------------------------------ | --------------------------- | ----------------------------- |
|        | Antic Forn de la Vila          | Capafonts                                     | edifici                                        | Estil: arquitectura popular                  | 41° 17′ 42″ N, 1° 01′ 37″ E / 41.294907°N,1.026989°E                                                      | bé integrant del patrimoni cultural català | Forn de la Vila (Capafonts) | Modifica les dades a Wikidata |
|        | Capafonts                      | Capafonts                                     | entitat singular de població capital municipal | 106 hab                                      | 41° 17′ 43″ N, 1° 01′ 40″ E / 41.29518885°N,1.0277582°E 751 msnm                                          |                                            |                             | Modifica les dades a Wikidata |
|        | Cova de les Gralles            | Capafonts                                     | indret                                         |                                              | |                                            | Cova de les Gralles         | Modifica les dades a Wikidata |
|        | Nucli de Capafonts             | Capafonts                                     | centre històric                                | Estil: arquitectura popular                  | 41° 17′ 44″ N, 1° 01′ 37″ E / 41.29543°N,1.02686°E                                                        | bé cultural d'interès local                | Capafonts                   | Modifica les dades a Wikidata |
|        | Salt de la Pixera              | Capafonts                                     | salt d'aigua                                   | Alt: 40m                                     | 41° 17′ 05″ N, 1° 02′ 46″ E / 41.284787°N,1.046196°E els Motllats                                         |                                            |                             | Modifica les dades a Wikidata |
|        | casa consistorial de Capafonts | Capafonts                                     | casa consistorial                              |                                              | 41° 17′ 42″ N, 1° 01′ 37″ E / 41.2948763°N,1.0269632°E                                                    |                                            | Town hall of Capafonts      | Modifica les dades a Wikidata |
|        | casa de Macià                  | Capafonts                                     | casa                                           | Estil: arquitectura gòtica 14th century      | 41° 17′ 43″ N, 1° 01′ 39″ E / 41.295311°N,1.027497°E ca:C. de l'Abadia, 8 761 msnm                        | bé cultural d'interès local                | Casa de Macià (Capafonts)   | Modifica les dades a Wikidata |
|        | el Brugent                     | Capafonts Mont-ral Montblanc Vilaverd la Riba | curs d'aigua                                   | Desemboca: Francolí Llarg: 18km Conca: 69km² | 41° 16′ 07″ N, 1° 03′ 09″ E / 41.268701°N,1.052608°E 41° 19′ 08″ N, 1° 10′ 49″ E / 41.318833°N,1.180164°E |                                            | Brugent del Francolí        | Modifica les dades a Wikidata |
|        | la Creu Trencada               | Capafonts                                     | creu monumental                                |                                              | 41° 16′ 30″ N, 1° 02′ 23″ E / 41.27507538904°N,1.0396656735105°E 1016 msnm                                |                                            |                             | Modifica les dades a Wikidata |